# ロランドゥス
ロランドゥス(Rolandus, 生没年不詳)は、12世紀の教会法学者および神学者。

## 概要
長い間、アレクサンデル3世 (ローマ教皇)と同一人物だとされていたが、John T. NoonanとRudolf Weigandが別の人物であると示した。その根拠は以下の通りである。
- ロランドゥスは1154年にある判決の証人となった。アレクサンデル3世が枢機卿助祭となったのは1150年であるため、仮に同一人物であるならば証人のリストに枢機卿の称号が記されているはずだが、それが無い。[2]

- 1159年にロランドゥスからフリードリヒ1世 (神聖ローマ皇帝)に、ボローニャの学者の排除に関する再考を求める手紙が存在している。アレクサンデル3世がフリードリヒ1世にこのような内容の手紙を書くということは、2人の敵対関係を考えると有り得ないことである。[2]

- ロランドゥスは「Stroma」を10年に及ぶ長い期間にわたって大規模に校訂しているが、教皇の座にある中、そのような大規模な校訂を行う余裕があったとは考えにくい。[2]

彼はグラティアヌス教令集に対する最初期の註釈書の1つである「Stroma(Summa Rolandiとも)」や神学の命題集「Sententiae Rolandi」を著した。また「Stroma」において婚姻法について関心を示していた。